# N112 (België)
De N112 is een gewestweg in de Belgische provincie Antwerpen in de gemeente Wijnegem. De N112 volgt het traject van de oude N12 door het dorp van Wijnegem. Nu loopt de N12 via een omleidingsweg rond Wijnegem. De lengte van de N112 bedraagt ongeveer 4 kilometer.

## Geschiedenis
Begin 2024 werd de Brug bij Wijnegem (Turnhoutsebaan - N112) over het Albertkanaal afgebroken om die te vervangen door een dubbele brug: een voor wegverkeer en een brug voor fietsers en voetgangers.